# Agathe Pembellot

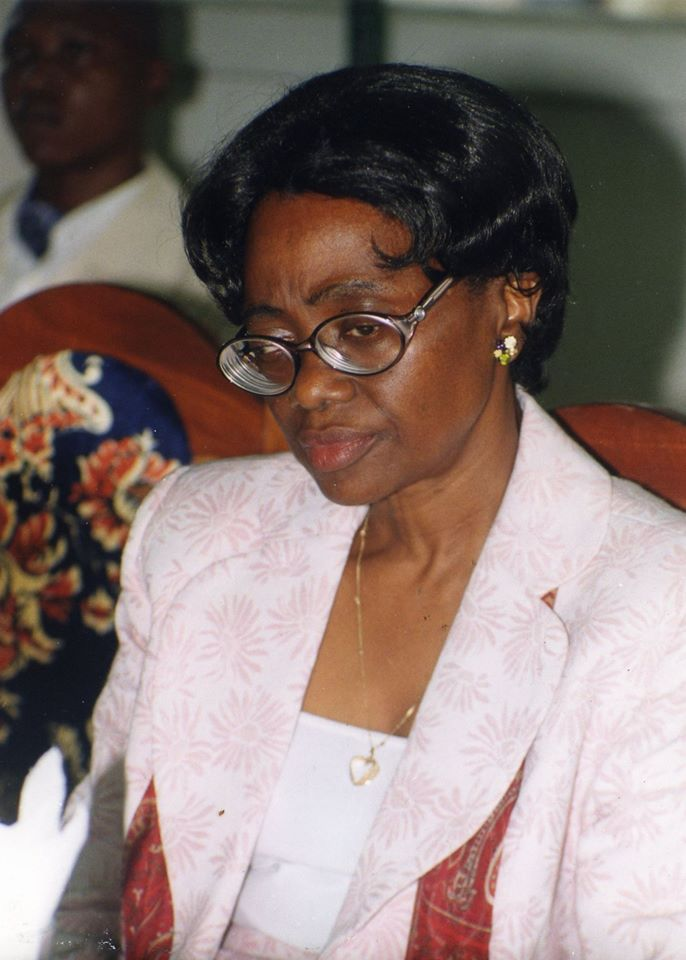
Agathe Pembellot (2002)

Agathe Félicie Lélo Pembellot (* 21. Mai 1942 in Pointe-Noire, Französisch-Äquatorialafrika, heute Republik Kongo; † 13. Oktober 2016 in Pointe-Noire) war als erste Frau Richterin in der Republik Kongo und auch das erste weibliche Mitglied am Obersten Gerichtshofs des Kongo.

## Herkunft
Agathe Pembellot wurde am 21. Mai 1942 in Pointe-Noire geboren, das damals Verwaltungshauptstadt des «Mittleren Kongo» war. Sie war das zweite von neun Kindern der Familie Pembellot. Ihr Vater Anaclet Pembellot (1908–2003) arbeitete bei der nationalen Telefongesellschaft, er entstammte dem Clan des Fürstenhauses der Boulolo, ihre Mutter Anna Bouiti (1920–2004) war Landwirtin und Mitglied des Tchiali-Clans.
Die Clans der Boulolo und der Tchiali gehörten zu den siebenundzwanzig einflussreichen Familien des antiken Königreichs Loango.

## Ausbildung
Agathe Pembellot besuchte bis 1956 die städtische Mädchenschule in Pointe-Noire (geleitet vom Schwesternorden der «Töchter des Heiligen Geistes».) Danach besuchte sie das Lycee Victor Augagneur in Pointe-Noire, das sie 1965 als erste Kongolesin mit dem Baccalauréat abschloss. Dies öffnete ihr die Türen zum Studium am Zentrum für Hochschulbildung in Brazzaville (C.E.S.B.).
1967 erhielt sie das Diplom der allgemeinen Rechtswissenschaften der C.E.S.B. (der späteren Universität Marien Ngouabi). Danach ging sie nach Frankreich und schrieb sich an der Fakultät für Rechts- und Wirtschaftswissenschaften der Pariser Sorbonne (Panthéon-Sorbonne) ein. Nach Erhalt der Licence der Rechtswissenschaften 1969 spezialisierte sie sich am Nationalen Zentrum für Gerichts-Studien in Paris bis April 1970 weiter. In der Zwischenzeit, im Februar 1970, legte sie ihren Eid als Richterin am Palais de Justice in Paris ab. Anschließend absolvierte sie ihr Referendariat am Tribunal de Grande Instance (Landgericht) in Melun, wo sie sich besonders für die Problematik der Jugendkriminalität interessierte.

## Berufliche Laufbahn
Nach Abschluss ihres Studiums kehrt Agathe Pembellot in den Kongo zurück.
Am 11. März 1973 öffnen sich ihr endgültig die Türen zur kongolesischen Hochjustiz: Im Rahmen einer Zeremonie auf dem Gelände des Courthouses von Brazzaville legte sie ihren Amtseid ab und wurde so im Alter von 30 Jahren die erste kongolesische Richterin.
Dieses Ereignis inspirierte viele andere Frauen, ihrer Berufung zu folgen und ihren Weg ins Justizsystem des Kongo zu finden.
Agathe Pembellot war zunächst als Jugendrichterin in Brazzaville tätig. Dabei suchte sie in verstärkter Zusammenarbeit mit Sozialdiensten nach Lösungen für die Probleme der Jugendkriminalität. Auch arbeitete sie intensiv an der Resozialisierung und Rückführung von Straftätern in die Zivilgesellschaft nach der Verbüßung ihrer Strafen – ungeachtet der Schwere ihres Verbrechens oder dem Strafmaß.
1975 wurde sie Vorsitzende des Tribunal de Grande Instance (Landgericht) in Brazzaville, 1976 vorsitzende Richterin des Cour d’appel (Berufungsgerichts) von Brazzaville.
1982 war Pembellot wiederum die erste Frau, die als Richterin an den Obersten Gerichtshof, der höchsten Gerichtsinstanz des Kongo, berufen wurde. Bis 1993 war sie Vorsitzende der Sozial-Kammer des Obersten Gerichtshofs.
Daneben war sie von 1984 bis 1989 Beraterin des Justizministers Dieudonné Kimbembé (1944–2005) im Bereich der Kindererziehung, sie war stellvertretender Generalinspektorin des Justizministeriums für Gerichte und Justizbehörden und Friedensrichterin an der staatlichen Schule für Verwaltung und Justiz (ENAM) in Brazzaville.
2007 zog sich Agathe Pembellot aus ihrer aktiven Laufbahn zurück.

## Privatleben
Agathe Pembellot war seit 1968 mit dem ebenfalls aus Pointe-Noire stammenden Auguste Mambou (1941–2015) verheiratet, den sie während des gemeinsamen Jurastudiums am C.E.S.B. kennengelernt hatte. Auguste Mambou war unter anderem Vizedirektor der kongolesischen Behörde für Zoll und Verbrauchssteuern. Aus ihrer Ehe gingen fünf Kinder hervor.

## Veröffentlichungen
- Agathe Mambou-Pembellot: La preuve des crimes de sorcellerie devant le juge pénal congolais. Revue juridique et politique. 1985 S. 124–128 (französisch)[8].

## Mitgliedschaften und  Funktionen
- Schatzmeisterin der kongolesischen Sektion des IDEF (Internationales Institut für das Recht französischer Herkunft und Inspiration)[2]
- Mitglied des IFWLC (Internationaler Verband der Frauen in Rechtsberufen)
- Mitglied des Kongolesischen Vereins der Frauen als Juristen (AFJC)
- Vorsitzende der nationalen Kommission für die Belange der Kinder.